# Międzynarodowy Zlot Pojazdów Militarnych Operacja Południe
Międzynarodowy Zlot Pojazdów Militarnych Operacja Południe – coroczna impreza militarno-historyczna odbywająca się w Bielsku-Białej organizowana przez Prywatne Muzeum Broni Pancernej i Militariów w Bielsku-Białej. 
Operacja Południe trwa trzy dni. Pierwszego dnia do bazy na bielskich Błoniach przybywają uczestnicy i odrestaurowane pojazdy wojskowe. W drugi dzień parada pojazdów militarnych przejeżdżająca przez Bielsko-Białą oficjalnie rozpoczyna Operację Południe. Po powrocie do bazy zlotu, odbywają się pokazy i prezentacje pojazdów wojskowych, inscenizacje historyczne i wystawy. Impreza jest otwarta i niebiletowana.

## Historia
Wydarzenie od 2000 roku odbywało się w okresie wakacyjnym, w 2016 roku odbyło się we wrześniu. W roku 2018 impreza została odwołana z powodu przebudowy drogi.